# Villa Mosconi Bertani
 (août 2019).
Si vous disposez d'ouvrages ou d'articles de référence ou si vous connaissez des sites web de qualité traitant du thème abordé ici, merci de compléter l'article en donnant les références utiles à sa vérifiabilité et en les liant à la section « Notes et références ».
La Villa Mosconi Bertani (aussi connue sous le nom de Villa Novare) est une cave et villa vénitienne néoclassique datant du XVIIIe siècle et connue pour sa longue histoire de production de l'Amarone Classico Della Valpolicella. 
Le domaine a été construit dans le prolongement d'un bâtiment du XVIe siècle et se compose d'une résidence d'été, d'une très grande cave, d'un vaste brolo (en français : un jardin ou verger entouré de murs) de vingt-deux hectares. Elle appartient aujourd'hui à Bianca, Giovanni et Guglielmo Bertani et abrite le domaine viticole Tenuta Santa Maria de Gaetano Bertani. La Villa Mosconi Bertani est aussi connue pour avoir été un important centre du Romantisme grâce au poète et écrivain italien Ippolito Pindemonte mais aussi le berceau du vin Amarone. Le domaine se situe dans la province de Vérone en Italie, dans la commune de Negrar de Valpolicella dans le hameau de Novare, en Valpolicella. 
À l'origine, la Villa était le site de production de l’Amarone de la Cav. G. B. Bertani et depuis 2012, elle est le site de production des vins de réserve de la Tenuta Santa Maria de la famille de Gaetano Bertani. La villa, le parc, la cave et ses vignobles sont ouverts au public tous les jours pour des visites guidées et des événements culturels et privés.

## Environnement
La villa est située dans l'un des lieux préservés des constructions spéculatives. La vallée de Novare présente un important intérêt géologique et hydrologique par ses sept sources pérennes qui alimentaient à l'époque romaine l'aqueduc de la ville de Vérone et les riches gisements ferreux exploités dans l'Antiquité.

## Histoire
La construction de la villa fut entreprise par la famille Fattori vers 1735 à côté de la cave du XVIe siècle déjà établie sur les terres d’une ancienne population, les Arusnati puis de celles de l’époque romaine. Elle fut vendue inachevée à la famille Mosconi en 1769, qui en termina la construction en y ajoutant un parc romantique à l’anglaise de huit hectares et en agrandissant l’exploitation viticole, ce qui en fit à cette époque l'un des plus grands vignobles du Nord de l'Italie. Sous la famille Mosconi, elle fut également un important salon littéraire fréquenté par les personnalités de l’époque dont le poète et écrivain Ippolito Pindemonte. Dans la première moitié du XXe siècle, la villa fut abandonnée et connut des années de vandalisme qui ruinèrent le parc et certaines de ses pièces. En 1953, elle fut achetée et rénovée par la famille Bertani pour devenir le siège représentatif de la cave du même nom. Depuis 2012, elle appartient à la famille de Gaetano Bertani qui perpétue dans ces lieux la tradition familiale dans la production de vins.

## Architecture

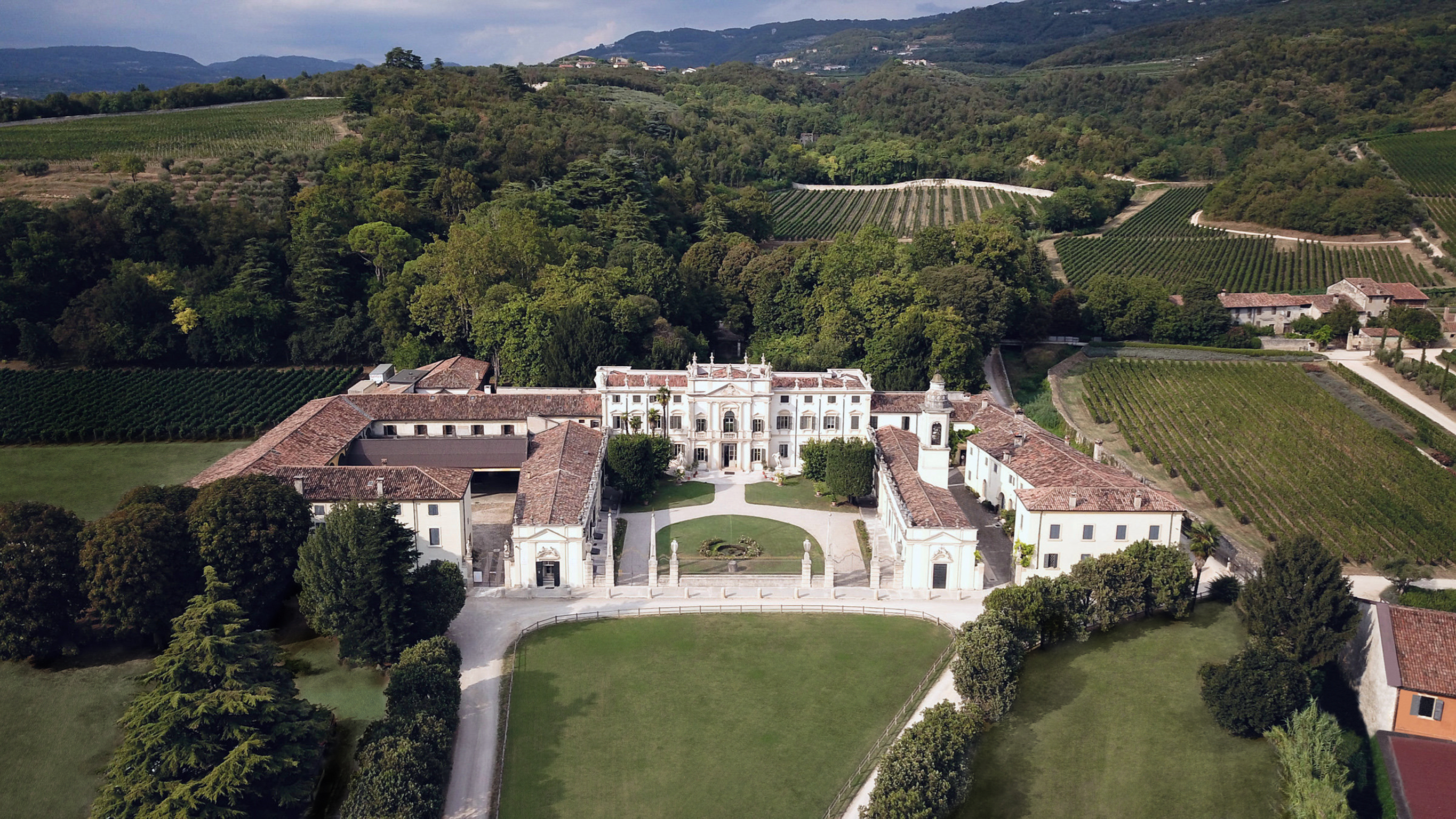
Villa Mosconi Bertani with the Amarone della Valpolicella Classico vineyards

Le domaine est un exemple typique de l'idée d'Andrea Palladio de la villa  vénitienne avec dans le projet architectural l’intégration de la partie productive et agricole liée au vin et de la partie résidentielle et du maître, représentant au centre de la vallée une sorte de temple néoclassique où résidait une communauté de trente-cinq familles. Il est constitué d’un bâtiment central avec deux ailes avancées plus basses qui forment deux façades symétriques. Le clocher de la chapelle (consacrée à Saint Gaétan) se dresse sur l’aile gauche. Les portes des deux ailes donnent accès à la résidence et aux caves.
La construction de l’ensemble du domaine, c'est-à-dire le corps central de la villa, la chapelle et les caves, eut lieu dans la première moitié du dix-huitième siècle, par l’architecte véronais Adriano Cristofali sur commande du propriétaire du domaine Giacomo Fattori.
Les travaux de la famille Fattori entrepris en 1710, qui visaient à donner à la demeure un air aristocratique, avait un but clairement autocélébrant, puisque le titre comtal leur avait été attribué. Le projet fut initialement confié à l’architecte Lodovico Perini qui mourut avant le début des travaux et fut finalisé par Cristofali qui a su élaborer avec une grande maîtrise le corps central, de matrice classique et réviser les deux ailes perpendiculaires. C’est ainsi qu’il créa le jardin antérieur, réussissant aussi à dissimuler la résidence des travailleurs, peu aristocratique, en séparant la zone dédiée aux loisirs de celle plus spécifiquement agricole.
Le bâtiment principal se compose de trois étages et d'une charpente architecturale construite suivant deux ordres : toscane au rez-de-chaussée et ionique à l'étage. Dans la partie centrale, la façade principale se termine sur un tympan contenant les armoiries ajoutées par la famille Trezza, sur lequel émergent cinq statues de divinités mythologiques. Les statues du jardin sont attribuées au sculpteur Lorenzo Muttoni.

## Fresques et peintures murales

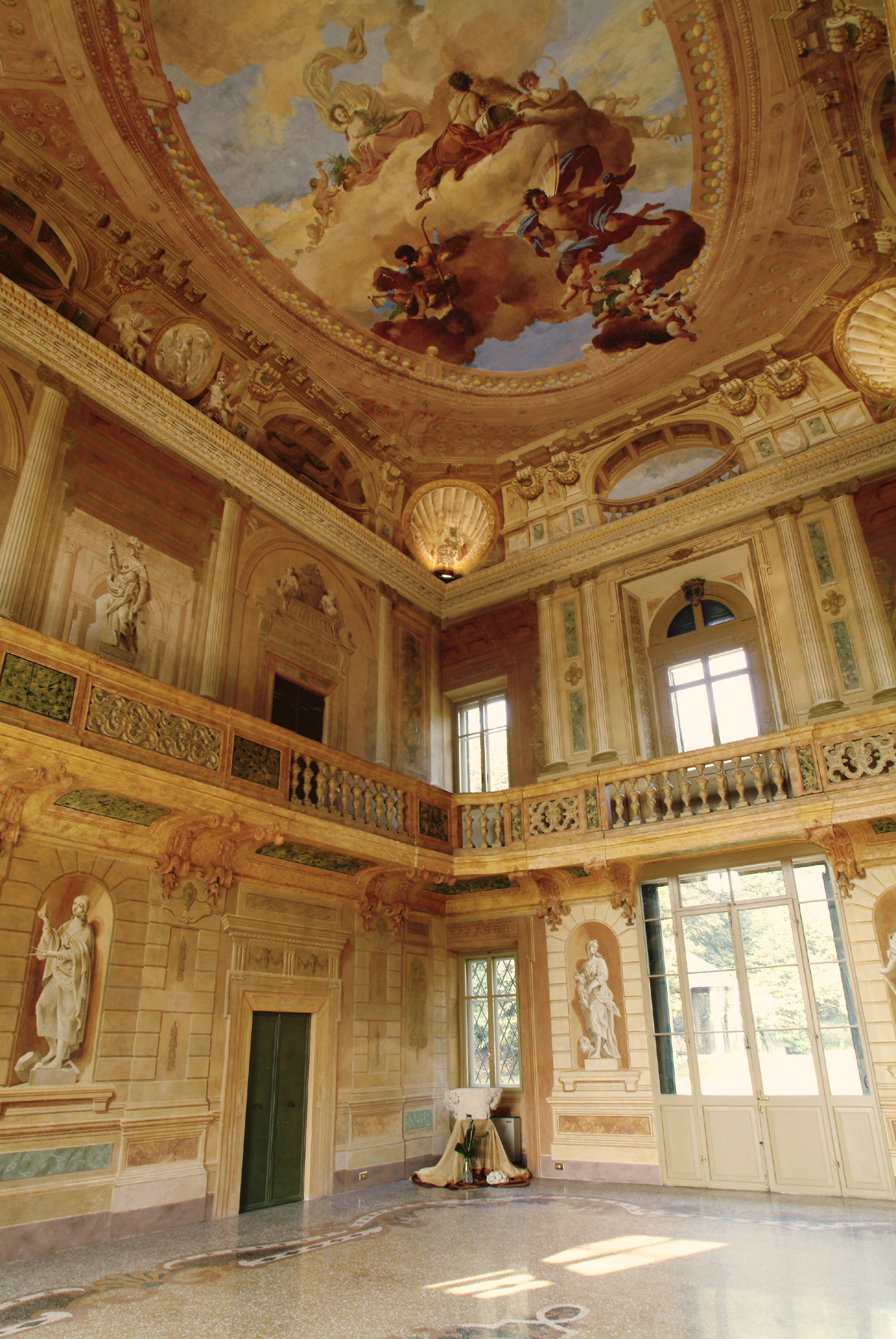
Salone Delle Muse frescos

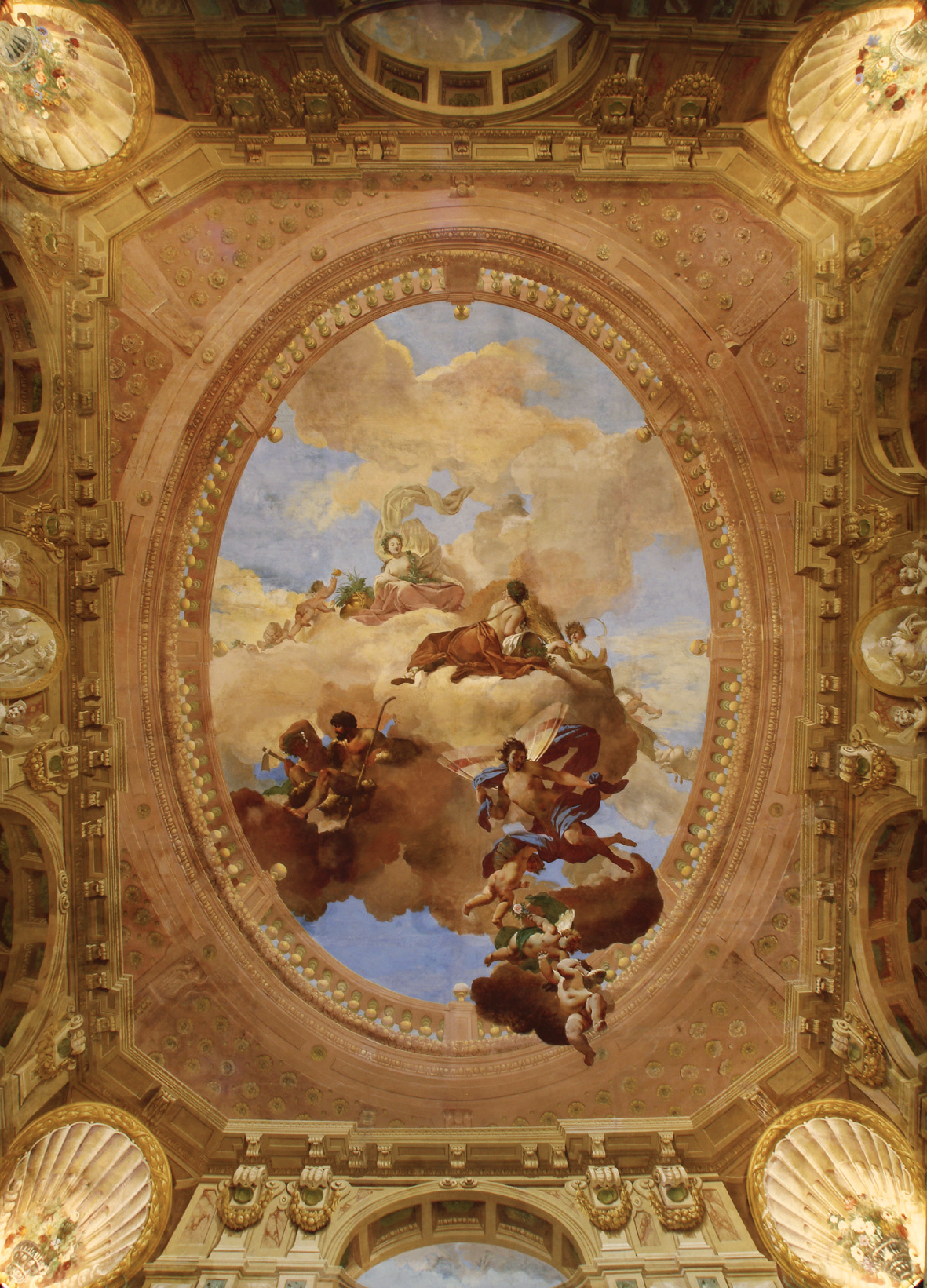
Salone Delle Muse frescos

Le salon des Muses, recouvert de fresques, où l’on retrouve les deux armoiries de la famille Mosconi comprend les trois étages de la villa, divisée par la balustrade en bois peint qui les divise en deux façades horizontales se chevauchant :
- La partie inférieure est dominée par l'utilisation de faux moellons. Les niches peintes contiennent des statues monochromes représentant les Muses des Arts : l’Architecture, la Sculpture, la Peinture, la Géométrie, l’Astronomie et la Musique ;
- Dans la partie supérieure se trouvent de fantastiques architectures en trompe-l'œil, qui donnent une impression de perspective à l'ensemble. Les peintures monochromes latérales représentent les statues de l’Abondance et de la Justice, tandis que les satyres peints au-dessus des portes rappellent les quatre saisons.

Les quatre saisons et donc le passage du temps (avec une référence au contexte agricole dans lequel nous étions et sommes encore) représentent le thème principal de la fresque au plafond. Au centre, assis parmi les fleurs multicolores, Flora se distingue, et plus bas à sa gauche se trouvent le Printemps et l'Été, peints dans des tons chauds et brillants. De l'autre côté, dans un contraste chromatique, représenté par des nuages d'orage sombres, se trouvent l'Automne et l'Hiver. Parmi eux on remarque Zéphyrousse, qui plane dans les airs suivi de petits anges festifs, tandis que dans le fond on peut apercevoir Apollon sur son char.
Les auteurs des fresques étaient des artistes émiliens, actifs à Vérone. Le cycle décoratif des deux façades horizontales a été attribué au peintre en quadrature Prospero Pesci, de l'école de Filippo Maccari, tandis que la fresque centrale au plafond a été attribuée à Giuseppe Valiani, dit le Pistoiese.

## Le parc et les jardins

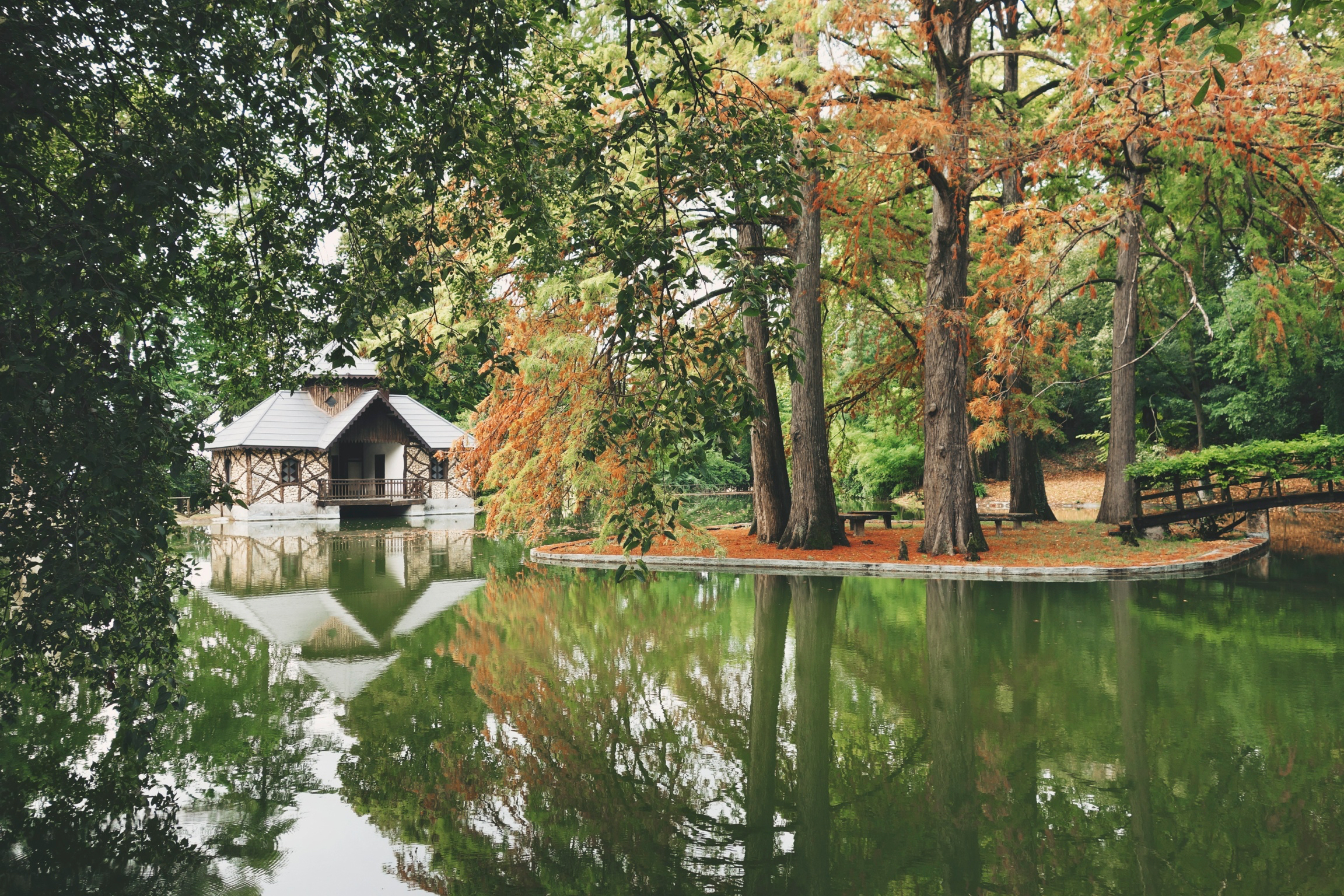
Parc romantique à l'anglaise de la Villa Mosconi Bertani

À la fin du XVIIIe siècle, des compositions naturalistes commencèrent également à se développer à Vérone, en phase avec la mode de l'époque (le début du romantisme), où le jardin anglais (paysager, romantique, avec des plantes exotiques, des allées, des lieux isolés, des coins aux fausses ruines archéologiques) était préféré au jardin italien, qui est majoritairement vert et régulier. À l’instar des jardins anglais, les frères Giacomo et Guglielmo Mosconi aménagèrent le terrain à l’arrière de la villa, lui donnant deux fonctions, celui de jardin et de forêt. Ils construisirent le petit lac, alimenté par les sources présentes dans la propriété, l'îlot au milieu duquel se dresse le haut Taxodium, accessible par un petit pont en bois et la maison du café inspirée des bâtiments similaires du nord de l'Europe. La conception du parc fut suggérée par Ippolito Pindemonte à qui nous devons quelques influences d'origine anglaise qu'il a illustrées dans l'essai publié en 1792 par l'Académie des Sciences et de l'Agriculture de Padoue intitulé Dissertazione su i giardini inglesi e sul merito in ciò dell'Italia, citant le philosophe, scientifique et homme d'État anglais Francis Bacon :
« Un giardino, scrive Bacone di Verulamio, è il più puro de' nostri piaceri, e il ristoro maggiore de' nostri spiriti, e senza esso le fabbriche ed i palagi altro non sono, che rozze opere manuali: di fatto si vede sempre, che ove il secolo perviene al ripulimento ed all'eleganza, gli uomini si danno prima a fabbricare sontuosamente, e poi a disegnar giardini garbatamente, come se quest'arte fosse ciò che havvi [p. 220]di più perfetto. Così Bacone. L'Italia, al risorgere delle lettere e delle belle arti, fu la prima a coltivare, come gli altri studj, quello ancora delle amenità villerecce: ma convien confessare, che ora molte nazioni nell'amore ci vincono e nella cura di queste tranquille, ederudite delizie, e che l'Inghilterra è nelle medesime la maestra delle nazioni tutte. Non è così facile il dare un'idea veramente giusta ed esatta de' giardini Inglesi, perché quest'arte venne perfezionata di [p. 221] fresco, anzi si va tuttora perfezionando, non trovandosi forse giardino, che non abbia qualche difetto grave, il che non toglie, che se ne conoscan bene le regole, stante che sappiamo anche come debba farsi un poema, benché poema perfetto non sia mai stato fatto... »
Outre les plantes de l'îlot de caractère exotique et quelques cèdres du Liban, les arbres présents sont ceux qui conviennent le mieux aux forêts. En 1820, l’écrivain italien G.B Persico décrivit un « jardin varié de plantes exotiques » qui inspira également le peintre véronais Angelo Dall'Oca Bianca.
D'un côté du lac se trouve le chalet construit sur la base des expériences de voyage d'Ippolito Pindemonte. Il était impressionné par certaines sources et prairies vues en France, où il passait des périodes de vacances chez des amis de Jean-Jacques Rousseau qui était aussi un ami très proche. L'après-midi, le chalet était utilisé à la lecture, peut-être sur le chemin du retour des promenades, tandis que le soir, il se prêtait aux jeux de société, aux échecs par exemple, ou aux moments animés par le son de la harpe, jouée par les filles de la comtesse.
Dans le parc, il y a aussi une glacière, également construite vers la fin du XVIIIe siècle et utilisée jusqu'à la première moitié du siècle dernier.
À l'intérieur du jardin se trouvent encore des statues et des chaises ainsi qu'une petite fontaine frémissante. La grande surface entourée d'un mur, située derrière la villa, entoure non seulement le jardin mais aussi un vaste vignoble afin de donner à l'ensemble du paysage la structure d'un jardin-campagne. Un portail, ornementé de piliers en moellons avec des cuspides et des vases décoratifs, entoure la cour majestueuse devant la villa, délimitant le jardin antérieur. Il s'agit d'une conception régulière avec un grand parterre central circulaire utilisé non seulement pour décorer, mais aussi pour déterminer le sens de déplacement des chariots à l'intérieur et à l'extérieur de la villa. Pour sa valeur historique et environnementale, le parc de la Villa Mosconi Bertani est classé parmi les quatre-vingts parcs de la liste des Grandi Giardini Italiani (en français : « Grands jardins italiens »).

## Ippolito Pindemonte et la comtesse Elisabetta Mosconi

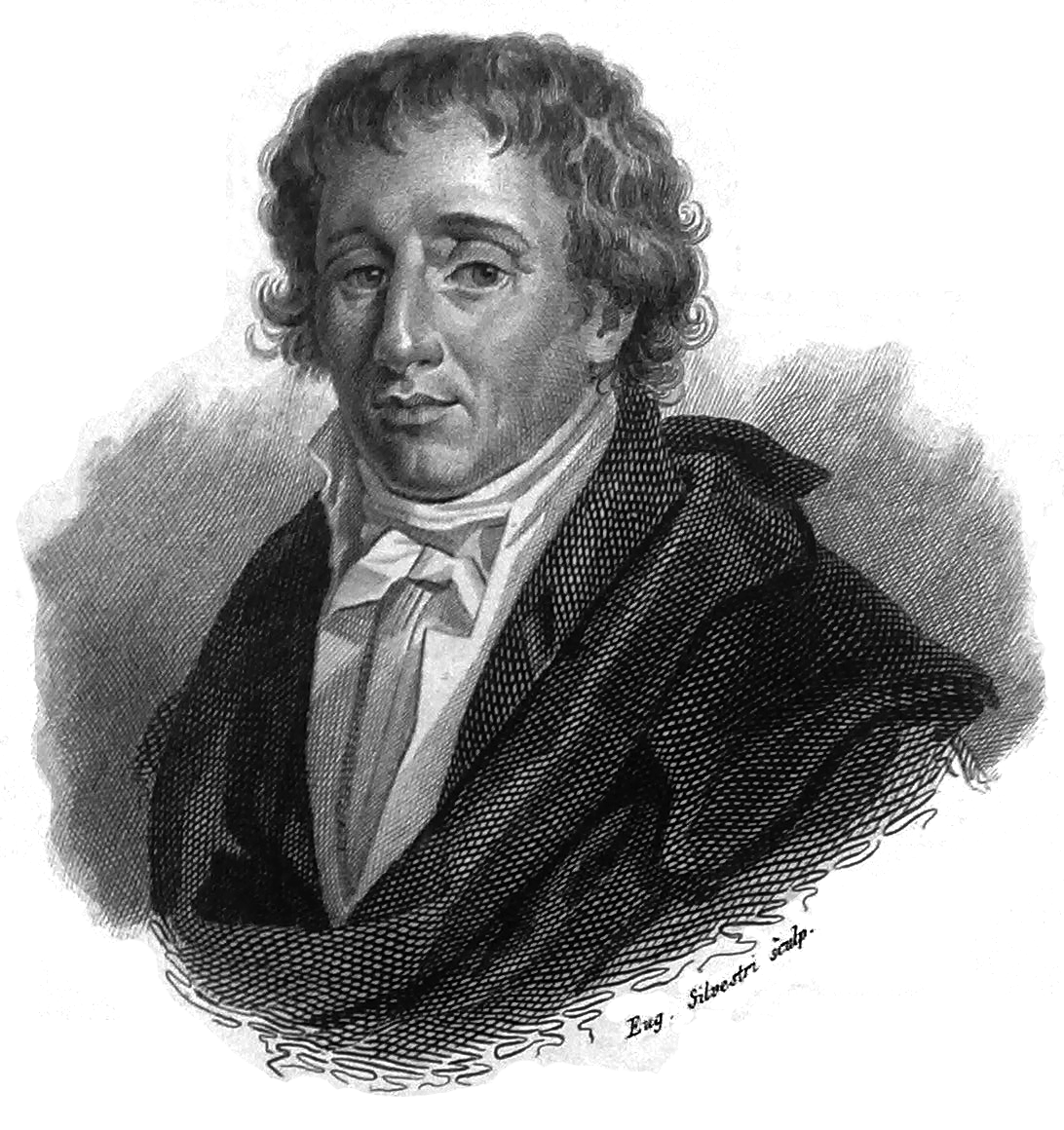
The playwright and prominent intellectual Ippolito Pindemonte

Le dramaturge Ippolito Pindemonte, invité de la comtesse Elisabetta Mosconi, vécut dix ans à la Villa, où il écrivit en 1800 à la comtesse Mosconi, dans une de ses Épitres en vers, ce qui suit au sujet de la villa :
« Nell'ameno tuo Novare io vivea teco, Elisa gentil, giorni felici ».
Un lieu agréable pour des vacances donc, grâce aussi à la présence du jardin dont Pindemonte parle :
« Io vidi l'ombre del tuo giardin che mi parean più belle… »
Mais les motivations intimes qui poussaient Pindemonte à rester à Novare, de 1797 à 1807, année de la mort d’Elisabetta, n'étaient pas seulement culturelles. La commune de Negrar, pour l’auteur, n'était pas qu’un simple lieu - tant apprécié - de villégiature. Entre Ippolito et Elisabetta - affirme Monsieur Messedaglia - il y avait de la tendresse : et c'est le poète lui-même qui le révèle dans une missive de 1800 adressée à la Comtesse :
« E pur settembre sedea sulla collina, amabil mese,
allor che Febo dall'etereo calle men caldo vibra e più gradito il raggio:
come spogliata di que' rai cocenti, cui troppo arsi una volta, in questo,
Elisa, vago settembre tuo mi sei più cara. »
À cela s'ajoutent la viticulture et la production de vins considérée avec une admiration non dissimulée, toujours par Pindemonte lui-même :
« ma lo sguardo io con più duolo ancor volsi a que' vasti nobili tini, che nel sen di quercia stavan già per accor quelle vendemmie ».
Ippolito Pindemonte est né dans une famille aristocratique et a beaucoup voyagé dans sa jeunesse. Il était un bon ami de Giuseppe Torelli et du savant Girolamo Pompei. Son frère Giovanni Pindemonte était un grand dramaturge. Il a été témoin et profondément affecté par la Révolution française, résidant à Paris pendant dix mois en 1789. Il a ensuite séjourné en Angleterre et en Autriche. Poète romantique, il a été principalement influencé par Ugo Foscolo et Thomas Gray, et associé aux Della Cruscans. Il consacra une grande partie de sa vie à la traduction de L'Odyssée, qu’il a perfectionné lors de son séjour à la villa et qui fut publiée en 1822.

## Viticulture et Cave

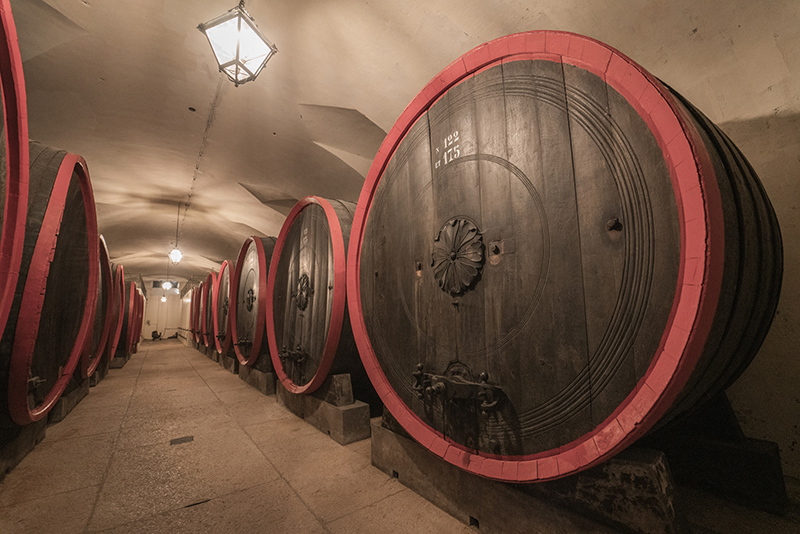

La villa est située en Valpolicella, une zone viticole de la province de Vérone et où sont produits le Valpolicella Classico DOC et l’Amarone Classico DOCG. La grande cave de la Villa Mosconi est l'une des plus anciennes en activité continue en Italie. La vallée était probablement déjà à l'époque romaine un site de production du vin et les premiers écrits parlent d'une cave déjà dix siècles après Jésus-Christ (900 ap. J.-C.).
La production de vins connut une importante expansion sous la famille Mosconi à la fin du XVIIIe siècle, puis sous la famille Trezza au XIXe siècle lorsque la cave atteignit une capacité de production considérable. Elle représentait alors l’une des plus grandes caves italiennes de l'époque produisant plus d'un million de bouteilles et employant vingt-six familles comme en témoigne le livre des photographies et rapport de M. Lotze. Ce reportage photographique et agronomique de grande valeur artistique et historique, est un document unique en son genre pour Vérone, illustrant en détail les innovations faites pour la première fois dans ce domaine. Au XIXe siècle, la production se vantait déjà de l'adoption de la méthode de culture à haute densité de la vigne Guyot et d’une grande spécialisation de la cave dans la production et l'exportation de vins haut de gamme. Le rapport a été commandé vers 1882 et est toujours conservé par l'Académie de l'agriculture, des sciences et des lettres de Vérone. L’appellation Amarone, en référence au vin typique de Valpolicella, a été inventée ici en 1936 lorsque la méthode de fermentation des raisins séchés a été mise en place pour produire ce grand vin sec.
Depuis 1953, la cave a continué à se développer avec l’achat de la villa par la famille Bertani. Depuis la mi-2012, la propriété abrite la Tenuta Santa Maria de Gaetano Bertani, qui perpétue la tradition viticole séculaire de la famille avec la production de vins de la Valpolicella, dont l'Amarone Classico.